# جيمي راينر
جيمي راينر (بالإنجليزية: Jimmy Rayner)‏ هو مدرب كرة قدم ولاعب كرة قدم بريطاني في مركز نصف الجناح، ولد في 31 مارس 1935 في Cornsay ‏ في المملكة المتحدة، وتوفي في 5 يناير 2009 في درم في المملكة المتحدة. لعب مع غريمسبي تاون ونادي بارو ونادي بوري ونادي بوسطن يونايتد ونادي بيتربورو يونايتد ونادي غيتزهد ونادي هارتلبول يونايتد ونوتس كاونتي.